# Campeonato Profesional 1953
Il Campeonato Profesional 1953 fu la 6ª edizione della massima serie del campionato colombiano di calcio, e fu vinta dal Millonarios.

## Avvenimenti
Quinto e penultimo anno del cosiddetto El Dorado. Il numero di partecipanti scende ulteriormente, da 15 a 12: a lasciare il campionato sono América de Cali, Deportivo Manizales e Universidad Nacional. Il Deportivo Samarios cambia nome in Unión Magdalena. La diminuzione delle entrate in denaro causa l'abbandono di molti degli elementi che avevano reso il campionato colombiano un torneo d'alto livello: per esempio Di Stéfano e Rial lasciano la Colombia per la Spagna (Real Madrid), così come Villaverde, che passa al Barcellona; Gyula Zsengellér si ritira dal calcio giocato, e Valeriano López si trasferisce in Argentina. La DIMAYOR introduce anche una norma riguardante il numero minimo di giocatori colombiani in rosa, stabilendo che ogni squadra non potesse registrare meno di 4 calciatori nati in Colombia. Il campionato vede anche un decremento nel numero di spettatori che si recano ad assistere agli incontri negli stadi. L'Atlético Bucaramanga si ritirò dopo il girone d'andata, concluso con 0 punti.

## Partecipanti
- Atlético Bucaramanga
- Atlético Nacional
- Boca Juniors de Cali
- Cúcuta Deportivo
- Deportes Quindío
- Deportivo Cali
- Deportivo Pereira
- Atlético Junior
- Millonarios
- Santa Fe
- Sporting Barranquilla
- Unión Magdalena

## Classifica finale
|                     | Pos. | Squadra               | Pt | G  | V  | N | P  | GF | GS | DR  |
| ------------------- | ---- | --------------------- | -- | -- | -- | - | -- | -- | -- | --- |
| Colombia (bandiera) | 1.   | Millonarios           | 35 | 22 | 14 | 7 | 1  | 51 | 22 | +29 |
|                     | 2.   | Deportes Quindío      | 33 | 22 | 14 | 5 | 3  | 66 | 40 | +26 |
|                     | 3.   | Boca Juniors de Cali  | 31 | 22 | 13 | 5 | 4  | 44 | 30 | +14 |
|                     | 4.   | Santa Fe              | 29 | 22 | 12 | 5 | 5  | 57 | 30 | +27 |
|                     | 5.   | Cúcuta Deportivo      | 26 | 22 | 11 | 4 | 7  | 58 | 42 | +16 |
|                     | 6.   | Deportivo Cali        | 26 | 22 | 9  | 8 | 5  | 38 | 30 | +8  |
|                     | 7.   | Atlético Nacional     | 25 | 22 | 10 | 5 | 7  | 57 | 45 | +12 |
|                     | 8.   | Unión Magdalena       | 15 | 22 | 6  | 3 | 13 | 35 | 58 | -23 |
|                     | 9.   | Sporting Barranquilla | 15 | 22 | 6  | 3 | 13 | 38 | 68 | -30 |
|                     | 10.  | Atlético Junior       | 15 | 22 | 4  | 7 | 11 | 38 | 53 | -15 |
|                     | 11.  | Deportivo Pereira     | 14 | 22 | 6  | 2 | 14 | 42 | 72 | -30 |
|                     | 12.  | Atlético Bucaramanga  | 0  | 22 | 0  | 0 | 22 | 11 | 45 | -34 |

Legenda:
         Campione di Colombia 1953
Note:
Due punti a vittoria, uno a pareggio, zero a sconfitta.

## Risultati

### Tabellone
|                       | BOC  | BUC  | CAL  | CUC  | JUN  | MAG  | MIL  | NAC  | PER  | QUI  | SFE  | SPO  |
| --------------------- | ---- | ---- | ---- | ---- | ---- | ---- | ---- | ---- | ---- | ---- | ---- | ---- |
| Boca Juniors          | –––– | 4-1  | 2-0  | 3-2  | 3-1  | 2-2  | 1-2  | 1-0  | 1-0  | 2-1  | 1-1  | 0-1  |
| Atl. Bucaramanga      | 0-1  | –––– | 0-1  | 0-1  | 2-5  | 0-1  | 0-1  | 0-1  | 0-1  | 0-1  | 1-2  | 0-1  |
| Deportivo Cali        | 2-2  | 1-0  | –––– | 3-3  | 2-2  | 1-1  | 2-4  | 0-1  | 2-2  | 1-2  | 1-0  | 5-2  |
| Cúcuta                | 2-2  | 5-3  | 0-1  | –––– | 3-1  | 4-0  | 0-0  | 2-1  | 3-0  | 1-3  | 5-0  | 6-0  |
| Junior                | 1-3  | 1-0  | 1-1  | 2-2  | –––– | 2-0  | 2-2  | 0-4  | 5-0  | 3-3  | 1-2  | 0-3  |
| Unión Magdalena       | 1-2  | 1-0  | 0-1  | 1-3  | 2-1  | –––– | 0-2  | 3-3  | 5-1  | 5-3  | 1-4  | 1-3  |
| Millonarios           | 3-1  | 5-1  | 3-1  | 2-1  | 4-1  | 5-3  | –––– | 1-1  | 5-0  | 0-1  | 1-1  | 4-2  |
| Atlético Nacional     | 1-1  | 5-1  | 1-5  | 5-2  | 3-0  | 5-2  | 2-2  | –––– | 1-3  | 3-3  | 3-2  | 7-2  |
| Deportivo Pereira     | 1-5  | 3-1  | 1-3  | 4-5  | 2-1  | 4-2  | 0-2  | 4-7  | –––– | 3-5  | 1-2  | 3-3  |
| Deportes Quindío      | 1-3  | 2-1  | 1-1  | 3-2  | 6-2  | 5-2  | 1-1  | 4-1  | 7-2  | –––– | 1-0  | 8-3  |
| Santa Fe              | 5-0  | 1-0  | 0-0  | 4-1  | 3-3  | 7-0  | 1-1  | 4-1  | 5-4  | 3-4  | –––– | 6-0  |
| Sporting Barranquilla | 2-4  | 1-0  | 2-4  | 4-5  | 3-3  | 0-2  | 0-1  | 3-1  | 2-3  | 1-1  | 0-4  | –––– |

## Statistiche

### Primati stagionali
Record
- Maggior numero di vittorie: Millonarios, Deportes Quindío (14)
- Minor numero di sconfitte: Millonarios (1)
- Miglior attacco: Deportes Quindío (66 reti fatte)
- Miglior difesa: Millonarios (22 reti subite)
- Miglior differenza reti: Millonarios (+29)
- Maggior numero di pareggi: Deportivo Cali (8)
- Minor numero di vittorie: Atlético Bucaramanga[2] (0)
- Maggior numero di sconfitte: Atlético Bucaramanga[2] (22)
- Peggiore attacco: Atlético Bucaramanga[2] (11 reti fatte)
- Peggior difesa: Deportivo Pereira (72 reti subite)
- Peggior differenza reti: Atlético Bucaramanga[2] (-34)
- Partita con più reti: Deportes Quindío-Sporting Barranquilla 8-3

### Classifica marcatori
| Gol |  |  | Giocatore               | Squadra               |
| --- |  |  | ----------------------- | --------------------- |
| 20  |  |  | Mario Garelli           | Deportes Quindío      |
| 19  |  |  | Rubén Padín             | Santa Fe              |
| 17  |  |  | Felipe Marino           | Sporting Barranquilla |
| 16  |  |  | Abraham González        | Cúcuta Deportivo      |
| 16  |  |  | Rubí Cerioni            | Deportivo Cali        |
| 14  |  |  | Francisco Solano Patiño | Boca Juniors de Cali  |
| 14  |  |  | Juan Carlos Toja        | Cúcuta Deportivo      |
| 14  |  |  | Elger Alarcón           | Deportes Quindío      |
| 13  |  |  | Rubén Deibe             | Santa Fe              |
| 12  |  |  | Raúl Dimarco            | Atlético Junior       |